# Carl-Michael Eide

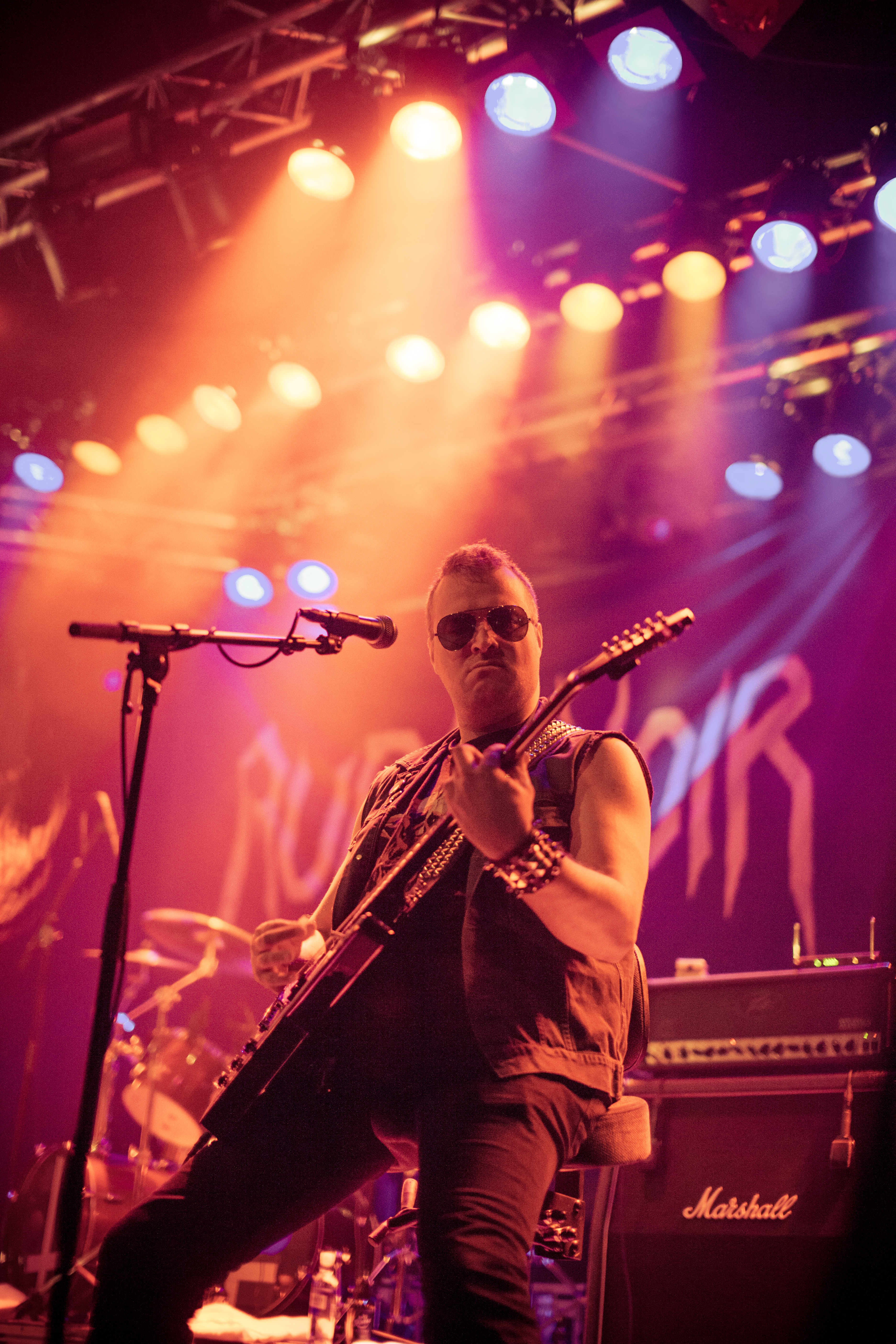
Carl-Michael Eide bei einem Auftritt mit Aura Noir (2012)

Carl-Michael Eide, auch bekannt unter den Pseudonymen Exhurtum, C. Michael, Aggressor, Kardex und Czral, ist ein norwegischer Musiker.

## Leben
Eide wuchs als Sohn eines Musikers und einer Mutter mit starkem Interesse an Musik auf. Durch seine Tante kam er mit The Residents, De-Press, Holy Toy und klassischer Musik in Berührung. Im Alter von sieben Jahren begann er, im Schulorchester zu spielen. Unter dem Pseudonym Exhurtum war er Schlagzeuger der Band Eczema, die sich später in Satyricon umbenannte. Nachdem Satyr zur Band stieß und diese übernahm, feuerte er Eide, weil dieser seine Zeit lieber mit seiner damaligen Freundin verbrachte, als mit der Band Grabsteine umzuwerfen. Nachdem er Garm kennenlernte, gründete er mit diesem die Band Ulver, die bis zur Komposition der Stücke der Demoaufnahme Vargnatt Thrash Metal spielte. Als Garm sich zunehmend nordisch orientierte, verlor Eide das Interesse an der Band, und als Ulvers iranischer Bassist Reza wegen seiner nicht norwegischen Herkunft entlassen wurde, stieg er aus. Auch auf seine musikalischen Aktivitäten mit dem Halbinder Vicotnik bekam Eide einen rassistischen Kommentar zu hören. Er und Vicotnik entfernten sich daraufhin von der Szene. Als die laut Vercingentórixa, Herausgeberin des Rites of Eleusis, „poetischen/astralen“ und laut Sonderkrig „depressiven und visionären“ Texte von Eides und Vicotniks Band Ved Buens Ende entstanden, war Eide nach eigenen Angaben an der Grenze seiner geistigen Gesundheit. Er glaube nicht, dass er solche Texte heutzutage erneut schreiben könne; seine neuen Texte seien eher Reflexionen und Beobachtungen als visionäre und depressive Texte, aber die Dunkelheit werde immer durch sie hindurchscheinen. Er könne aber nicht zu seiner Denkweise von 1994/1995 zurückkehren; er müsse sich erlauben, gesund zu bleiben, und könne andernfalls als Musiker oder Person nicht funktionieren. 1993 gründete er außerdem Aura Noir als Seitenprojekt seiner Band Ved Buens Ende. 1997 spielte er bei einer Tournee von Dimmu Borgir Schlagzeug; obwohl ihre Musik ihm nicht zusagte, nahm er teil, da es sich um eine Tournee mit Kreator handelte. Da er seinen Namen nicht offenbaren wollte, nutzte er das Pseudonym Kardex und bemalte sein Gesicht grün.
Bei Vicotniks Band Dødheimsgard spielte Eide auf dem 1999 über Moonfog Productions, die Plattenfirma seines ehemaligen Mitmusikers Satyr, veröffentlichten Album 666 International Schlagzeug und Gitarre. Er spielte außerdem bei Cadaver. Nach der Auflösung der Band wollte er das Schlagzeugspiel aufgeben. Außerdem war er „genervt und angeödet von diesem ganzen Procedere des Livespielens“.
2005 fiel Eide aus dem fünften Stock, worauf er zwei Operationen hatte und zunächst im Koma gehalten wurde; es war vorerst nicht sicher, ob er von der Taille abwärts gelähmt sein würde; Apollyon informierte die Medien über Eides gesundheitlichen Zustand. Vicotnik hingegen äußerte sich nicht zum Vorfall, da es sich um Eides Angelegenheit handle und er dessen persönliche Geschichte nicht über die Medien ausbreiten wolle. Das 2005 veröffentlichte Naer-Mataron-Album Discipline Manifesto, bei dem er bei Land of Dreams sang, und Absus Mythological Occult Metal wurden ihm gewidmet. Kurz nach seinem Unfall komponierte Eide wieder neue Stücke und Alben und konzentrierte sich nur darauf, Gitarre zu spielen; er habe genug davon, Schlagzeug spielen, was sich gegen Ende eher nach einer Verantwortung als dem Spielen eines Instruments angefühlt habe. Er blieb nicht dauerhaft gelähmt, sondern konnte Ende 2008 mit Krücken gehen.

## Diskographie
mit Ulver
- 1993: Vargnatt
- 1994: Ulverytternes Kamp/Mourning (Split mit Mysticum)
- 2005: Blood Inside (Schlagzeug bei Operator)

mit Ved Buens Ende
- siehe Ved Buens Ende#Diskografie

mit Aura Noir
- siehe Aura Noir#Diskografie

mit Infernö
- 1995: Massacre in Hell
- 1996: Utter Hell
- 1997: Downtown Hades
- 1997: Headbangers Against Disco (Split mit Sabbat, Gehennah und Bestial Warlust)
- 1997: Thrash Metal Dogs of Hell
- 2004: Überthrash (Split mit Audiopain, Nocturnal Breed und Aura Noir)
- 2005: Überthrash II (Split mit Audiopain, Nocturnal Breed und Aura Noir)

mit Darkthrone
- 1996: Total Death (Text zu Blasphemer)
- 1996: F.O.A.D. (Gesang bei Wisdom of the Dead, Gitarrensolo bei The Church of Real Metal)

mit Dødheimsgard
- 1999: 666 International
- 2007: Supervillain Outcast

mit Cadaver/Cadaver Inc.
- 2000: Primal
- 2001: Discipline
- 2001: Live Inferno
- 2004: Necrosis
- 2006: Cadaver/Voice of Hate

mit Fleurety
- 2000: Department of Apocalyptic Affairs (Schlagzeug bei Facets 2.0)

mit Nocturnal Breed
- 2000: The Tools of the Trade (Gesang bei Sabbath Man)

mit Void
- 2001: Demo #1

mit Virus
- 2003: Carheart
- 2008: The Black Flux
- 2009: Demo 2000
- 2011: The Agent That Shapes the Desert
- 2012: Oblivion Clock

mit Naer Mataron
- 2005: Discipline Manifesto (Gesang bei Land of Dreams)

mit Nattefrost
- 2005: Terrorist (Nekronaut PT. I) (Schlagzeug bei Nekronaut (Cunt Cunt Gimme More), Black Metal Suicide (Claws of Perdition), Terrorist, Merket for Helvete, Primitive Death und Goat Worship)

mit Zweizz
- 2009: The Yawn of the New Age (Gitarre bei Your System Sucks)

mit Code
- 2009: Resplendent Grotesque (Text zu Possession Is the Medicine)

mit Nekromantheon
- 2010: Divinity of Death (Gesang bei Divinity of Death)

mit I Left the Planet
- 2011: I Left the Planet

mit Hexvessel
- 2011: Dawnbearer (Gesang bei The Tunnel at the End of the Light)